# The Sadies

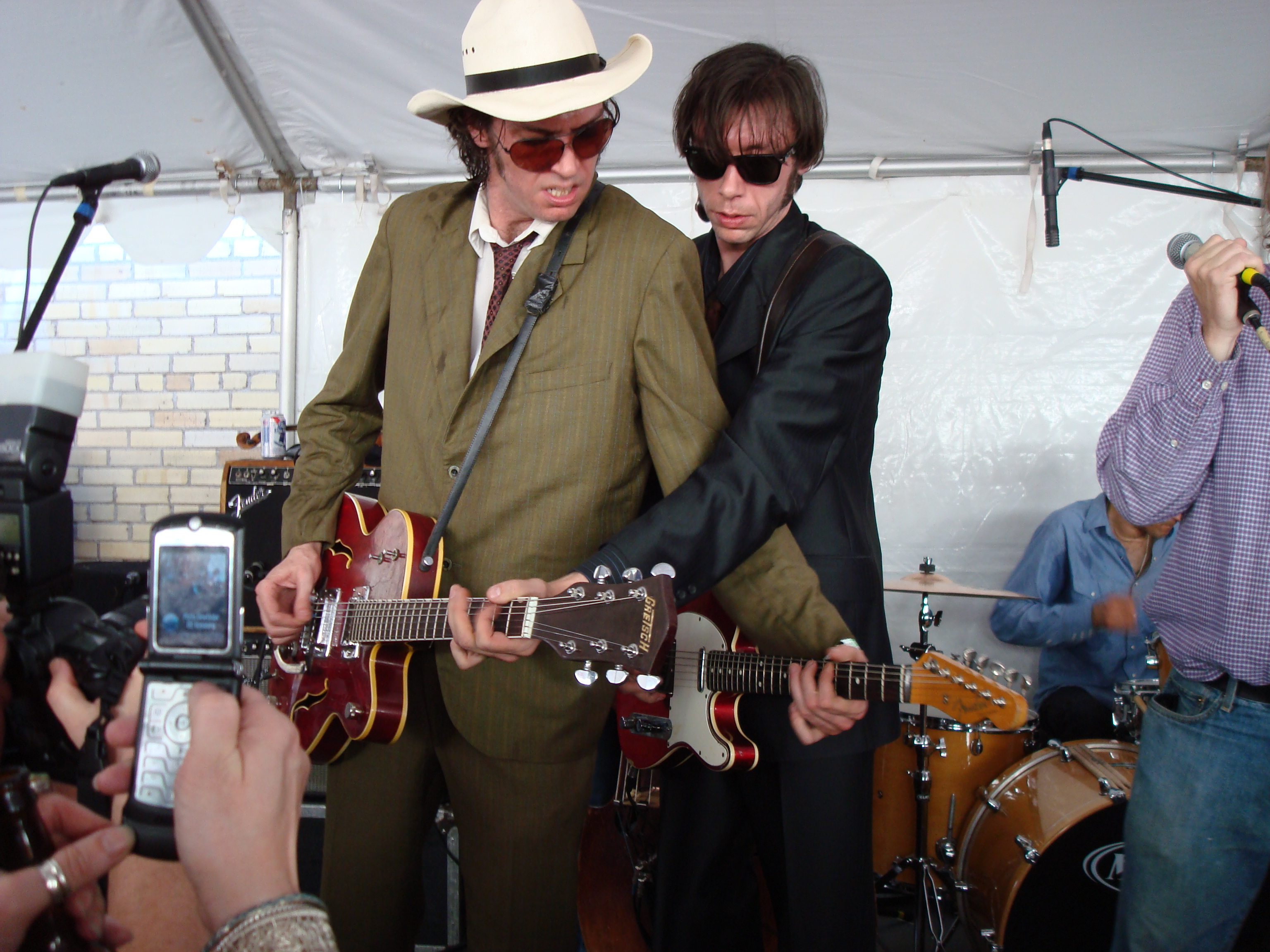
The Sadies 2008

The Sadies sind eine Alternative-Country-Band aus dem kanadischen Toronto.

## Geschichte
Die Band wurde in Toronto gegründet. Dallas und Travis Good sind Brüder; ihr Vater und ihr Onkel spielen in der Band The Good Brothers. Aufgrund dieser Verknüpfung zur traditionellen Musik bzw. Country-Musik finden sich im Repertoire von The Sadies einige traditionelle Stücke wieder. Sie spielten einige Zeit live als Backing-Band von Neko Case (u. a. auf The Tigers Have Spoken zu hören). Die ersten Aufnahmen wurden auf dem Chicagoer Label Bloodshot Records veröffentlicht. Es gibt zahlreiche Kollaborationen mit anderen Künstlern wie Jon Langford oder Andre Williams. Darüber hinaus sind sie auf zahlreichen Compilations aus dem Hause Bloodshot Records zu hören.
Travis war für kurze Zeit Mitglied der The Good Brothers. Dallas Good verstarb am 17. Februar 2022 im Alter von 48 Jahren infolge einer Herzerkrankung.

## Stil
Der Stil der Kanadier bewegt sich im Alternative-Country-Bereich, beherbergt aber die unterschiedlichsten Einschläge, wodurch er sich schwer in eine Schublade pressen lässt. Er wird häufiger als Vintage-Surf-Punk-Western-Roots Musik beschrieben.

## Diskografie
- 1998: Precious Moments (Bloodshot Records)
- 1999: Red Dirt (Andre Williams & The Sadies; Bloodshot Records)
- 1999: Pure Diamond Gold (Bloodshot Records)
- 2001: Tremendous Efforts (Bloodshot Records/Outside)
- 2002: Stories Often Told (Yep Roc Records/Outside)
- 2003: Mayors of the Moon (Jon Langford & His Sadies; Bloodshot Records)
- 2004: Favourite Colours (Yep Roc Records)
- 2006: In Concert Volume One (Yep Roc Records)
- 2006: Tales Of The Ratfink – Original Soundtrack (Yep Roc Records)
- 2007: New Seasons (Yep Roc Records)
- 2010: Darker Circles (Yep Roc Records)
- 2013: Internal Sounds (Yep Roc Records)
- 2017: Northern Passages (Dine Alone Records)
- 2022: Colder Streams (Yep Roc Records)